# هولم پیندر
هولم پیندر (انگلیسی: Holm Pinder؛ زادهٔ ۲۱ مارس ۱۹۷۱) بازیکن فوتبال اهل آلمان است.
از باشگاه‌هایی که در آن بازی کرده‌است می‌توان به باشگاه فوتبال زاکسن لایپزیگ، باشگاه فوتبال تسویکاو، و باشگاه فوتبال لوکوموتیو لایپزیگ اشاره کرد.